# Цистодерма пахучая
Цистоде́рма паху́чая (лат. Cystoderma carcharias) — условно-съедобный гриб семейства Шампиньоновые. Встречается в умеренной зоне Северного полушария, а также в Австралии.

## Названия и таксономия
Научные синонимы:
- Agaricus carcharias Pers., 1794basionym
- Agaricus granulosus var. carcharias (Pers.) Fr., 1838
- Lepiota carcharias (Pers.) P. Karst., 1879
- Lepiota granulosa var. carcharias (Pers.) P.Kumm., 1871

Другие русские названия: цистодерма шелушистая, зонтик пахучий.
Вид впервые описан как Agaricus carcharias в 1794 г. Х. Г. Персоном. Современное видовое название было предложено в 1889 г. швейцарским микологом Виктором Файодом.
Родовое наименование гриба Cystoderma происходит от греческого κύστη (kysti), пузырь, волдырь, и δέρμα (derma), кожа; видовой эпитет carcharias — от καρχαρός (karcharos), острый, зазубренный, шершавый.

### Подвиды и формы
- Cystoderma carcharias f. album (Fr.) A.H. Sm. & Singer, 1945 — форма с белой шляпкой[5].

## Описание
Шляпка небольшая, тонкая, 3—6 см ∅ ; у молодых грибов — коническая или яйцевидная, у зрелых — плоско-выпуклая или распростёртая, с невыраженным бугорком посередине и иногда с бахромчатым краем; кожица шляпки сухая, мучнисто-мелкозернистая, серо- или желтовато-розовая, в центральной части более тёмная, выцветающая.
Пластинки частые, тонкие, приросшие, с промежуточными пластинками; беловатые, розоватые, у старых грибов желтеют.
Ножка 3—6 х 0,3—0,5 см, цилиндрическая, слегка утолщённая к основанию; над кольцом — беловатая, гладкая, слегка волокнистая, ниже кольца — зернисто-чешуйчатая, одного цвета со шляпкой. Кольцо высоко-расположенное, постоянное, воронкообразное, мелкозернистое, розово-серое.
Мякоть тонкая, хрупкая, бледно-розовая или белая, с невыраженным вкусом и неприятным древесным или землистым запахом.
Споровый порошок белый.

### Микроморфология
Споры 4—5,5 х 3—4 мкм, эллиптические, гладкие, амилоидные.

## Экология и распространение
Довольно редкий гриб, распространённый в Европе, умеренной зоне Азии и Северной Америке. Также был найден в Австралии. Встречается главным образом в хвойных и смешанных (с сосной) лесах, на меловых почвах, во мху, на подстилке, в лиственных лесах крайне редок. Растёт одиночно и небольшими группами, появляясь с середины августа по ноябрь.

## Пищевые качества
Гриб считается условно-съедобным (четвёртой категории), но редок, малоизвестен и практически не употребляется в пищу.

## Сходные виды
Cystoderma amianthinum имеет сходство с другими мелкими цистодермами, например, с Cystoderma fallax с жёлто-коричневыми плодовыми телами.